# Jean-Pierre Aellen
Jean-Pierre Aellen (* 29. Juli 1945) ist ein Schweizer Politiker (PSA).

## Leben
Aellen wuchs in Saint-Imier auf. Als junger Lehrer kam er Anfang der 1970er Jahre nach Tavannes. Er trat dort in die SP ein, wurde Sekretär der SP Tavannes und bald darauf deren Interimspräsident. Als sich die SP in den 1970er Jahren in die berntreue Parti socialiste du Jura bernois und in die separatistischen Parti socialiste autonome du Sud du Jura spaltete, wurde Aellen Mitglied der PSA. 1977 wurde er der erste Gemeinderat für die PSA im Berner Jura. Er gehörte mehrere Jahre der Interjurassischen Versammlung an und ist seit der Gründung des Bernjurassisches Rates eines dessen Mitglieder. Von 2008 bis 2009 war er Präsident letzterens. 2001 wurde Aellen zum Gemeindepräsidenten von Tavannes gewählt. Im November 2009 erfolgte seine Abwahl, als er seinem Kontrahenten von der SVP unterlag.
Des Weiteren gehört er seit dem 1. Juni 1990 dem Grossen Rat des Kantons Bern für den Wahlkreis Berner Jura an und ist dort Mitglied der Fraktion SP-JUSO-PSA. Im November 2013 sorgten Aellen und seine zwei Parteikollegen Irma Hirschi und Maxime Zuber für einen Eklat im Grossrat, als sie aus Protest gegen Berner Fähnchen auf ihren Pulten den Grossratssaal verliessen, da dies für die PSA „einen sowohl unnötigen als auch verachtenden Affront“ darstellen würde. Die Fähnchen waren in einer Reaktion der SVP auf eine regionale Abstimmung am 24. November 2013 in der sich 71,8 % der Stimmberechtigten im Berner Jura gegen den Zusammenschluss mit dem Kanton Jura aussprachen, ohne Konsultation mit dem Grossratspräsidenten aufgestellt worden.